# Hanumanus grandicornis
Hanumanus grandicornis is een keversoort uit de familie klopkevers (Ptinidae). De wetenschappelijke naam van de soort werd in 1991 gepubliceerd door Xavier Bellés.